# Lista över kommun- och landstingsstyren i Sverige 2006–2010
Det här är en lista över kommun- och landstingsstyren i Sverige under mandatperioden 2006-2010.
Politiska partier som ensamma eller i koalition utgöt den styrande majoriteten i respektive landstingsfullmäktige/regionfullmäktige eller kommunfullmäktige.
Alfabetisk lista ordnad länsvis.

## Blekinge län
- Blekinge läns landsting: (s)+(v)+(mp)
  - Karlshamn: (s)+(fp)+(kd)
  - Karlskrona: (m)+(fp)+(c)+(kd)+(mp)
  - Olofström: (s)
  - Ronneby:(s)+(fp)+(kd)
  - Sölvesborg: (s)+(v)+(söp)

## Dalarnas län
- Dalarnas läns landsting: (s)+(v)+(mp)+(svp)
  - Avesta: (s)+(v)+(mp)
  - Borlänge: (s)+(mp) (minoritet)
  - Falun: (m)+(fp)+(c)+(kd)+(Falupartiet)
  - Gagnef: (c)+(m)+(fp)+(kd)
  - Hedemora: (s)+(v)+(mp)
  - Leksand: (c)+(m)+(fp)+(kd)
  - Ludvika: (s)+(v)
  - Malung: (s)+(c)+(v) (2006-sommaren 2008):(m)+(fp)+(c)+(kd)+(m s p)[1]
  - Mora: (c)+(s)
  - Orsa: (s)+(v)+(mp)
  - Rättvik: (c)+(m)+(fp)+(kd)+(mp)+(spi)
  - Smedjebacken: (s)+(v)
  - Säter: (s)+(fp)+(v)+(mp)
  - Vansbro: (kd+(c))+(m)+(fp)
  - Älvdalen: (s)+(fp)+(mp)

## Gotlands län
- Landsting saknas
  - Gotland: (c)+(m)+(fp)+(kd)

## Gävleborgs län
- Gävleborgs läns landsting: (s)+(v)+(mp) (från 2009): (s)+(c)+(mp)
  - Bollnäs: (c)+(s)
  - Gävle: (s)+(v)+(mp)
  - Hofors: (s)+(v)+(mp)
  - Hudiksvall: (s)+(v)
  - Ljusdal: (s)+(fp)+(c)
  - Nordanstig: (c)+(m)+(kd)
  - Ockelbo: (s)
  - Ovanåker: (m)+(fp)+(c)+(kd)
  - Sandviken: (s)+(c)
  - Söderhamn: (s)+(c)

## Hallands län
- Hallands läns landsting: (m)+(fp)+(c)+(kd)+(mp)
  - Falkenberg: (m)+(fp)+(c)+(kd)+(Aktiv Politik)
  - Halmstad: (m)+(fp)+(c)+(kd)+(Spi)
  - Hylte: (c)+ (S)+ (Medansvar( )
  - Kungsbacka: (m)+(fp)+(c)+(kd)
  - Laholm: (m)+(fp)+(c)+(kd)
  - Varberg: (m)+(fp)+(c)+(kd)+(Spi)

## Jämtlands län
- Jämtlands läns landsting: (s)+(v)+(mp)
  - Berg: (be)+(c)+(m)+(kd)
  - Bräcke: (s)+(v)
  - Härjedalen: (s)+(c)+(v)+(fp)
  - Krokom: (c)+(m)+(fp)+(kd)+(mp)
  - Ragunda: (s)+(c)
  - Strömsund: (c)+(m)+(fp) (minoritet)
  - Åre: (c)+(m)+(fp)+(kd)
  - Östersund: (s)+(v)+(mp)

## Jönköpings län
- Jönköpings läns landsting: (m)+(kd)+(c)+(fp)
  - Aneby: (c)+(m)+(kd)+(fp)
  - Eksjö: (c)+(m)+(kd)+(fp)
  - Gislaved: (m)+(kd)+(c)+(fp)
  - Gnosjö: (kd)+(m)+(c)+(fp)
  - Habo: (m)+(kd)+(c)+(fp)
  - Jönköping: (m)+(kd)+(c)+(fp)+(mp)
  - Mullsjö: (m)+(c)+(fp)+(mf)
  - Nässjö: (s)+(v)+(safe)
  - Sävsjö: (kd)+(m)+(c)+(fp)
  - Tranås: (m)+(kd)+(c)+(fp)
  - Vaggeryd: (m)+(kd)+(c)+(fp)
  - Vetlanda: (c)+(m)+(kd)+(fp)
  - Värnamo: (c)+(m)+(kd)+(fp)

## Kalmar län
- Kalmar läns landsting: (s)+(v)+(mp)
  - Borgholm: (c)+(m)+(kd)+(fp)+(mp)
  - Emmaboda: (s)+(v)
  - Hultsfred: (s)+(v)
  - Högsby: (c)+(m)+(kd)+(fp)+(mp)+(lhk)
  - Kalmar: (s)+(v)+(mp)
  - Mönsterås: (c)+(m)+(kd)+(fp)
  - Mörbylånga: (m)+(c)+(kd)+(fp)+(mp)+(ölp)
  - Nybro: (s)+(v)+(mp)
  - Oskarshamn: (s)+(v)
  - Torsås: (s) (minoritet)
  - Vimmerby: (c)+(m)+(kd)+(fp)
  - Västervik: (m)+(c)+(kd)+(fp)+(vdm)

## Kronobergs län
- Kronobergs läns landsting: (m)+(c)+(kd)+(fp)
  - Alvesta: (s)+(c)+(fp)+(mp)
  - Lessebo: (s)
  - Ljungby: (c)+(m)+(kd)+(fp) (minoritet)
  - Markaryd: (kd)+(m)+(c)+(fp)
  - Tingsryd: (m)+(c)+(kd)+(fp)
  - Uppvidinge: (c)+(m)+(kd)+(fp)
  - Växjö: (m)+(c)+(kd)+(fp) (minoritet)
  - Älmhult: (c)+(m)+(kd)+(fp)+(mp)

## Norrbottens län
- Norrbottens läns landsting: (s)+(v)+ (mp)
  - Arjeplog: (s)+(v)
  - Arvidsjaur: (s)
  - Boden: (m)+(v)+(ns)+(c)+(mp)+(fp) (2006-mars 2009), (m)+(ns)+(c)+(kd)+(fp) (mars 2009-)
  - Gällivare: (s)+(v)
  - Haparanda: (s)
  - Jokkmokk: (v)+(fp)+(sv)+(mp)+(alt)+(c)+(m)
  - Kalix: (s)
  - Kiruna: (s)+(kip)
  - Luleå: (s)
  - Pajala: (s)+(v)
  - Piteå: (s)
  - Älvsbyn: (s)
  - Överkalix: (s)
  - Övertorneå: (c)+(kd)+(m)+(öa)+(ns)

## Skåne län
- Skåne läns landsting: (m)+(fp)+(c)+(kd)+(mp)
  - Bjuv: (s)+(v)
  - Bromölla: (s)
  - Burlöv: (s)+(m)+(kd)
  - Båstad: (m)+(fp)+(bp)
  - Eslöv: (s)+(v)+(mp) (minoritet)
  - Helsingborg: (m)+(c)+(kd)+(fp)+(spi)
  - Hässleholm: (m)+(c)+(kd)+(fp)+(fv
  - Höganäs: (m)+(fp)+(c)+(kd)
  - Hörby: (m)+(c)+(fp)+(kd)+(mp)
  - Höör: (m)+(fp)+(c)+(kd)+(spi)
  - Klippan: (m)+(fp)+(c)+(kd)
  - Kristianstad: (m)+(c)+(fp)+(åå)+(kbf)
  - Kävlinge: (m)+(c)+(fp)+(kd) (minoritet)
  - Landskrona: (fp)+(m)+(mp) (minoritet)
  - Lomma: (m)+(fp)
  - Lund: (m)+(c)+(fp)+(kd)
  - Malmö: (s)+(v)+(mp)
  - Osby: (m)+(fp)+(c)+(kd) (minoritet)
  - Perstorp: (s)+(v) (minoritet)
  - Simrishamn: (m)+(fp)+(c)+(kd)+(svp)[förtydliga]
  - Sjöbo: (m)+(c)+(fp) (minoritet)
  - Skurup: (m)+(fp)+(c)+(kd)+(kv)
  - Staffanstorp: (m)+(fp)+(kd) (minoritet)
  - Svalöv: (s)+(m) (sedan 2004)
  - Svedala: Hoppande majoritet
  - Tomelilla: (m)+(fp)+(c)+(kd)+(kv)
  - Trelleborg: (m)+(fp)+(c)+(kd)+(mp)+(spi) (minoritet)
  - Vellinge: (m)
  - Ystad: (m)+(c)+(fp)+(kd)+(spi)
  - Åstorp: (s)+(c)
  - Ängelholm: (m)+(kd)+(fp)+(c)+(spi)
  - Örkelljunga: (m)+(c)+(kd)+(spi)
  - Östra Göinge: (s) (minoritet)

## Stockholms län
- Stockholms läns landsting: (m)+(fp)+(kd)+(c)
  - Botkyrka: (s)+(v)+(mp)
  - Danderyd: (m)+(kd)
  - Ekerö: (m)+(fp)+(c)+(kd)
  - Haninge: (m)+(fp)+(c)+(kd)+(mp)
  - Huddinge: (m)+(fp)+(kd)+(dp)
  - Järfälla: (m)+(fp)+(c)+(kd)
  - Lidingö: (m)+(fp)
  - Nacka: (m)+(fp)+(kd)
  - Norrtälje: (m)+(fp)+(c)+(kd)
  - Nykvarn: (np)+(m)+(c)
  - Nynäshamn: (s)+(fp)
  - Salem: (m)+(fp)+(c)+(kd)
  - Sigtuna: (s)+(c)+(mp)
  - Sollentuna: (m)+(fp)+(c)+(kd)
  - Solna: (m)+(fp)+(kd)
  - Stockholm: (m)+(kd)+(fp)
  - Sundbyberg: (s)+(v)+(mp)+partilösa
  - Södertälje: (s)+(v)+(mp)
  - Tyresö: (m)+(fp)+(kd)+(c)
  - Täby: (m)+(fp)+(kd)+(c)
  - Upplands-Bro: (fp)+(s)
  - Upplands-Väsby: (m)+(fp)+(kd)+(c)
  - Vallentuna: (m)+(fp)+(kd)+(c)
  - Vaxholm: (m)+(fp)+(c)+(kd)
  - Värmdö: (m)+(fp)+(c)+(kd)
  - Österåker: (m)+(fp)+(c)+(kd)+(Österåkerspartiet)

## Södermanlands län
- Södermanlands läns landsting: (s)+(mp)+(fp)
  - Eskilstuna: (s)+(v)
  - Flen: (s)+(Alternativ 2000)
  - Gnesta: (m)+(kd)+(c)+(fp)
  - Katrineholm: (s)
  - Nyköping: (m)+(c)+(kd)+(fp)+(mp)
  - Oxelösund: (s) (minoritet)
  - Strängnäs: (c)+(fp)+(s)
  - Trosa: (m)+(kd)+(c)+(fp)
  - Vingåker: (s)

## Uppsala län
- Uppsala läns landsting: (m)+(fp)+(c)+(kd)
  - Enköping: (m)+(fp)+(c)+(kd)
  - Heby: (s)+(m)+(v)+(fp)
  - Håbo: (m)+(fp)+(kd)+(Bålstapartiet)
  - Knivsta: (m)+(fp)+(c)+(kd)
  - Tierp: (s)+(v) (minoritet)
  - Uppsala: (m)+(fp)+(c)+(kd)
  - Älvkarleby: (s)+(v)
  - Östhammar: (c)+(m)+(fp)+(kd)+(mp)+(Borgerligt alternativ)

## Värmlands län
- Värmlands läns landsting: (s)+(v)
  - Arvika: (s)+(v)+(mp)
  - Eda: (s)+(hel)
  - Filipstad: (s)
  - Forshaga: (s)
  - Grums: (s)
  - Hagfors: (s)
  - Hammarö: (s)+(v)+(mp)
  - Karlstad: (s)+(v)+(mp)
  - Kil: (s)+(c)+(kd)
  - Kristinehamn: (m)+(c)+(kd)+(fp)+(Sjukvårdspartiet i Värmland)
  - Munkfors: (s)+(v) [2]
  - Storfors: (s)+(v)
  - Sunne: (c)+(m)+(kd)+(fp)
  - Säffle: (c)+(m)+(kd)+(fp)
  - Torsby: (s) (minoritet)[3]
  - Årjäng: (c)+(m)+(kd)+(fp)

## Västerbottens län
- Västerbottens läns landsting: (s)+(v)+(mp)
  - Bjurholm: (m)+(c)+(kd)+(fp)
  - Dorotea: (dkl)+(c)+(fp)
  - Lycksele: (s)
  - Malå: (Malålistan)+(c)+(kd)+(fp)
  - Nordmaling: (c)+(m)+(kd)+(fp)
  - Norsjö: (s)+(v)
  - Robertsfors: (c)+(m)+(kd)
  - Skellefteå: (s)
  - Sorsele: (c)+(m)+(kd)+(fp)
  - Storuman:(m)+(c)+(kd)+(fp)+(v) (2006-mars 2008), (s)+(kd)+(kl) (mars 2008-)[4]
  - Umeå: (s) (minoritet)
  - Vilhelmina: (c)+(m)+(kd)+(fp)
  - Vindeln: (c)+(s)
  - Vännäs: (s)+(v)+(mp)
  - Åsele: (s)+(v)

## Västernorrlands län
- Västernorrlands läns landsting: (s)+(v)
  - Härnösand: (m)+(c)+(fp)+(kd)+(svp)
  - Kramfors: (s)+(v)
  - Sollefteå: (s)+(v)
  - Sundsvall: (s)+(v)+(mp)
  - Timrå: (s)
  - Ånge: (s)
  - Örnsköldsvik: (s)

## Västmanlands län
- Västmanlands läns landsting: (m)+(c)+(fp)+(kd)+(mp) + (SjvU)
  - Arboga: (s)+(v)
  - Fagersta: (v)
  - Hallstahammar: (s)+(v)
  - Kungsör: (s)+(c)
  - Köping: (s)+(v)+(mp)
  - Norberg: (s)+(v)
  - Sala: (c)+(m)+(fp)+(kd)
  - Skinnskatteberg: (fp)+(m)+(c)+(kd)+(Skinnskattebergsdemokraterna), sedan 16 februari 2009 (s)+(v)+(Skinnskattebergsdemokraterna)
  - Surahammar: (s)
  - Västerås: (m)+(c)+(fp)+(kd)+(mp)

## Västra Götalands län
- Västra Götalands läns landsting: (s)+(c)+(fp)
  - Ale: (s)+(v)+(mp)
  - Alingsås: (m)+(c)+(fp)+(kd)
  - Bengtsfors: (c)+(m)+(fp)+(kd)
  - Bollebygd: (m)+(c)+(fp)+(kd)
  - Borås: (m)+(c)+(fp)+(kd)+(mp)+(Vägvalet)
  - Dals-Ed: (c)+(m)+(kd)
  - Essunga: (c)+(m)+(kd)
  - Falköping: (c)+(m)+(fp)+(kd) (minoritet)
  - Färgelanda: (c)+(m)+(fp)+(kd)
  - Grästorp: (c)+(m)+(fp)+(kd)
  - Gullspång: (s)+(c) (minoritet)
  - Göteborg: (s)+(mp) Sedan maj 2007
  - Götene: (m)+(c)+(fp)+(kd)
  - Herrljunga: (c)+(m)+(fp)+(kd) (minoritet)
  - Hjo: (m)+(c)+(fp)+(kd)
  - Härryda: (m)+(c)+(fp)+(kd)
  - Karlsborg: (c)+(m)+(fp)+(kd)
  - Kungälv: (m)+(c)+(fp)+(kd)
  - Lerum: (m)+(c)+(fp)+(kd)
  - Lidköping: (s)+(v)+(mp)
  - Lilla Edet: (c)+(m)+(fp)+(kd)+(mp)
  - Lysekil: (fp)+(c)+(m)+(kd) (minoritet)
  - Mariestad: (s)+(c)+(mp) (minoritet)
  - Mark: (s)+(v) (minoritet)
  - Mellerud: (c)+(m)+(fp)+(kd)
  - Munkedal: (m)+(c)+(kd)+(mp)+(Kommunal Samverkan Folket i Fokus)
  - Mölndal: (m)+(c)+(fp)+(kd)+(Kommunpartiet i Mölndal)
  - Orust: (m)+(c)+(fp)+(kd)
  - Partille: (m)+(c)+(fp)+(kd)
  - Skara: (m)+(c)+(fp)+(kd)
  - Skövde: (m)+(c)+(fp)+(kd)
  - Sotenäs: (m)+(c)+(fp)+(kd)+(nsp)
  - Stenungsund: (m)+(c)+(fp)+(kd)+(mp)
  - Strömstad: (s)+(Strömstadspartiet)+(v)
  - Svenljunga: (c)+(m)+(fp)+(kd)
  - Tanum: (c)+(m)+(fp)+(kd)
  - Tibro: (fp)+(m)+(c)+(kd)
  - Tidaholm: (s)
  - Tjörn: (s)+(c)+(fp)+(mp)+(Samhällets Bästa)
  - Tranemo: (c)+(m)+(fp)+(kd)
  - Trollhättan: (s)
  - Töreboda: (s)+(c)
  - Uddevalla: m)+(c)+(fp)+(kd)+(Uddevallapartiet)
  - Ulricehamn: (c)+(m)+(fp)+(kd)
  - Vara: (m)+(c)+(fp)
  - Vårgårda: (c)+(m)+(fp)+(kd)
  - Vänersborg: (s)+(c)
  - Åmål: (c)+(fp)+(kd)
  - Öckerö: (m)+(fp)+(kd)

## Örebro län
- Örebro läns landsting: (s)+(c)+(v)
  - Askersund: (s)+(c)
  - Degerfors: (s)+(m)+(c)+(fp)+(kd)
  - Hallsberg: (s)
  - Hällefors: (s) (minoritet)
  - Karlskoga: (s)
  - Kumla: (s)
  - Laxå: (s)+(v)
  - Lekeberg: (c)+(m)+(fp)+(kd)
  - Lindesberg: (c)+(m)+(fp)+(kd)+(v)
  - Ljusnarsberg: (s)+(v)
  - Nora: (s)+(v)
  - Örebro: (fp)+(m)+(c)+(kd)+(mp)

## Östergötlands län
- Östergötlands läns landsting: (m)+(kd)+(fp)+(c)+(vl)
  - Boxholm: (s)
  - Finspång: (s)+(v) (2006-2008), (m)+(kd)+(fp)+(c)+(v) (2008-)
  - Kinda: (c)+(m)+(kd)+(fp)
  - Linköping: (m)+(kd)+(fp)+(c)
  - Mjölby: (m)+(kd)+(fp)+(c)+(spi)
  - Motala: (m)+(fp)+(c)+(kd)+(mp)+(spi)
  - Norrköping: (s)+(v)+(mp) (minoritet)
  - Söderköping: (c)+(m)+(kd)+(fp)
  - Vadstena: (m)+(s)
  - Valdemarsvik: (c)+(m)+(kd)+(fp)
  - Ydre: (c)+(s)+(m)+(kd)+(Folk och Miljö)
  - Åtvidaberg: (s)+(m)
  - Ödeshög: (kd)+(c)+(m)+(fp)